# Rosh
Shahab Anoushe, född Roshanack "Rosh" Anoushe den 29 augusti 1996 i Nyköping, är en svensk hiphopmusiker som slog igenom år 2014. Han rappar på Ison & Filles album Länge leve vi i låten "New Shit". Anoushe har också släppt en singel, "Karma", med Mack Beats som producent. I februari 2015 släppte han EP:n Svart diamant.
I en intervju med P3 Din Gata berättade Anoushe att han genomgått en könskorrigering och numera identifierar sig som man under namnet Shahab, eller smeknamnet "Shabbe".

## Diskografi

### Tillsammans med andra
| År   | Artist       | Titel                                                                                                 | Album         |
| ---- | ------------ | --- | ------------- |
| 2013 | Mack Beats   | "Passé" (med Lilla Namo, Rosh)                                                                        | Centrum       |
| 2014 | Linda Pira   | "Knäpper mina fingrar (Remix)" (med Kumba, Rosh, Cleo, Sep, Vanessa Falk, Rawda, Julia Spada och Joy) | —             |
| 2014 | Ison & Fille | "New Shit" (med Nebay Meles, Rosh)                                                                    | Länge leve vi |
| 2014 | Mack Beats   | "Chicken Teriyaki" (med Rosh, Jaqe, Amin)                                                             | —             |
| 2014 | Sakarias     | "Feng shui" (med Rosh)                                                                                | Atlanten      |
| 2016 | Promoe       | "PGA-proffs" (med Rosh)                                                                               | Fult Folk     |

### Singlar
| År   | Titel                  | Album |
| ---- | ---------------------- | ----- |
| 2014 | "Karma"                | —     |
| 2016 | "Molotov"              | —     |
| 2018 | "Rosh Hour"            | —     |
| 2018 | "Bara Du" (med Mwuana) | —     |
| 2018 | "FIYAH"                | —     |

### EP
- 2015 – Svart diamant